# Prima dammi un bacio
Prima dammi un bacio è un film del 2003 diretto da Ambrogio Lo Giudice.

## Trama
La storia di Adele e Marcello, che da quando vengono al mondo nello stesso giorno, il 26 aprile 1927, rimangono eternamente legati attraversando gli ostacoli della seconda guerra mondiale.

## Riconoscimenti
- 2004 - Nastro d'argento
  - Migliore canzone originale (Prima dammi un bacio di Lucio Dalla)